# توم كوش
توم كوش (بالإنجليزية: Tom Koch)‏ هو كاتب أمريكي، ولد في 13 مايو 1925، وتوفي في 22 مارس 2015.

## وصلات خارجية
- توم كوش على موقع IMDb (الإنجليزية)
- توم كوش على موقع قاعدة بيانات الفيلم (الإنجليزية)